# Gebrauchswertprüfung
Die Gebrauchswertprüfung im Labor ist eine kombinierte Prüfung zur Beurteilung des Gebrauchswertes textiler Erzeugnisse, deren Bewährung in der Nutzung noch nicht bekannt ist. Es soll damit der aufwendige Praxisversuch durch eine Kombination von Eignungsprüfungen und Beständigkeitsprüfungen ersetzt werden.
Sie unterscheidet sich von der Prüfung bestimmter Einzelmerkmale, wie sie in der Textilprüfung üblich ist, dadurch, dass statt einer Prüfung des Textilmaterials zu einem bestimmten Zeitpunkt mindestens zwei Prüfungen zu verschiedenen Zeitpunkten der Nutzung durchgeführt werden müssen. Die dabei festgestellte Veränderung der Gebrauchseigenschaft ist für die Beurteilung des textilen Produkts von Bedeutung.
Für die Beurteilung des Gebrauchswertes von textilen Flächengebilden und Kleidung sind von Bedeutung:
- die materielle Dauerhaftigkeit, die jene Gebrauchseigenschaften umfasst, die sich auf die Widerstandsfähigkeit des verarbeiteten Materials gegenüber physikalischen, mechanischen und chemischen Einflüssen beim Gebrauch beziehen. Dazu zählen die Bruchkraft und Berstfestigkeit, die Scheuerfestigkeit, aber auch die Lichtechtheit und die Witterungsbeständigkeit.
- das Pflegeverhalten, das u. a. durch das Schmutzabweisungsvermögen, die Waschbeständigkeit, das Reinigungsverhalten und das Krumpfverhalten bestimmt wird.
- das kleidungsphysiologische und bekleidungshygienische Verhalten, das u. a. durch das Wärmehaltevermögen, den Feuchtetransport, das Wasserabweisungsvermögen und das Luftaustauschvermögen bestimmt wird.
- die Repräsentationsgüte, die bestimmt wird von der Oberflächenbeschaffenheit, der Knitteranfälligkeit, der Formbeständigkeit u. a. m.